# Deutschnationale Bewegung
’s Deutschnazionale Dirndl.
Schwarz roth gold hab ich gern.
Schwarz ist ihr Augenstern,
Roth ist ihr Lippenpaar,
Gold ist ihr Haar.

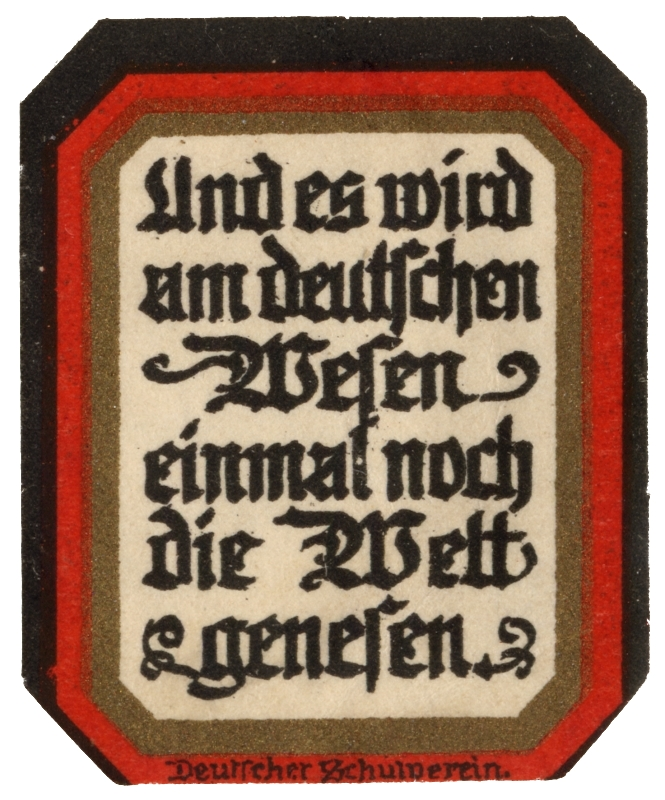
Deutschnationale Propaganda auf einer Briefverschlussmarke aus der Zeit des Ersten Weltkriegs.

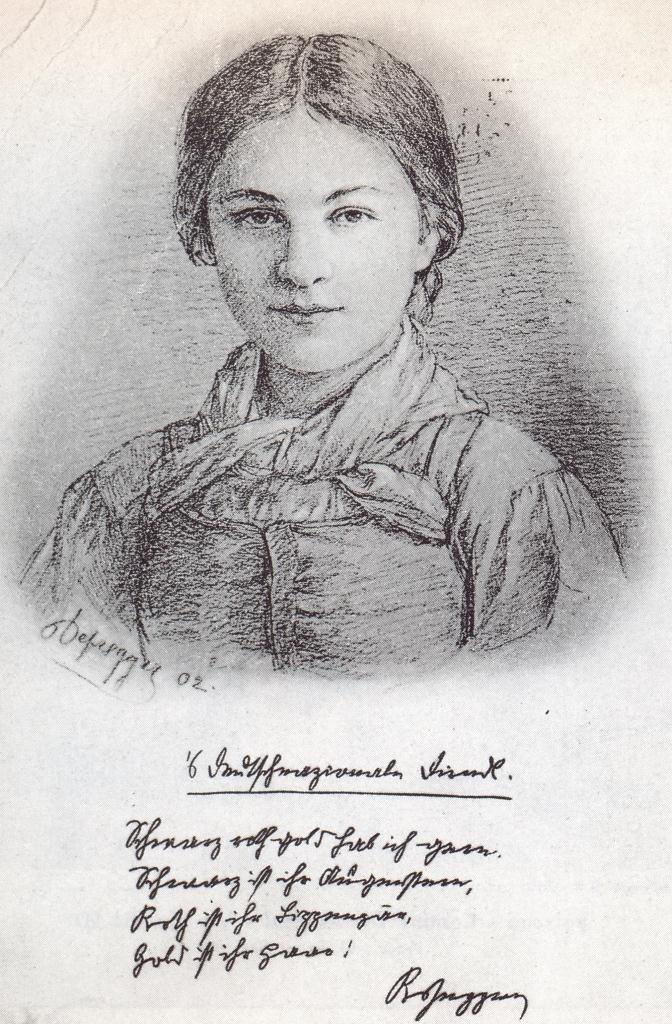
Werbekarte für die deutschnationale Idee (1903):
’s Deutschnazionale Dirndl.
Schwarz roth gold hab ich gern.
Schwarz ist ihr Augenstern,
Roth ist ihr Lippenpaar,
Gold ist ihr Haar.
Gedicht von Peter Rosegger (1843–1918). Mädchenbildnis gezeichnet von Franz von Defregger (1835–1921)

Die Deutschnationale Bewegung (vielfach auch Deutsch-Nationale Bewegung geschrieben) entstand in Österreich-Ungarn und galt als entschieden nationalistische Strömung der dortigen deutschsprachigen Bevölkerung. Ihre Anhänger nannten sich Deutschnationale.

## Geschichte
Die Deutschnationale Bewegung in Österreich-Ungarn hat ihren Ursprung in dem Verlust der Vormachtstellung des deutschsprachigen Teils der österreichischen Monarchie.
Seit der bürgerlichen Revolution von 1848/49 forderten insbesondere die Tschechen die politische, wirtschaftliche und kulturelle Gleichstellung mit der deutschsprachigen Bevölkerung, die von alten Privilegien aus der Zeit von Kaiserin Maria Theresia und Kaiser Josef II. profitierte. Von den 1870er Jahren bis zum Zerfall des Staates im Oktober 1918 wurde Österreich daher von Nationalitätenkämpfen geprägt.
Die Konflikte zwischen Deutschsprachigen und Tschechen nahmen mit der Regierungsbildung des österreichischen Ministerpräsidenten Eduard von Taaffe im Jahr 1879 zu, da an dieser Regierung die Deutschliberale Partei als Hauptvertreter des deutschsprachigen Bürgertums nicht mehr beteiligt war.
1879 warf die Deutschnationale Bewegung der bis dahin in Österreich-Ungarn herrschenden Deutschliberalen Partei vor, die Rechte der deutschsprachigen Bevölkerung nur ungenügend zu vertreten. Sie veröffentlichte 1882 in Zusammenarbeit mit dem Groß- und späteren Alldeutschen Ritter von Schönerer das so genannte Linzer Programm, das für die Gebiete Galizien und Dalmatien eine Sonderstellung forderte, und begründete damit den Deutschnationalismus. Dessen Führer Ritter von Schönerer, ein entschiedener Gegner eines österreichischen Patriotismus und überzeugter radikaler Antisemit, lancierte 1885 einen Arierparagraphen und gründete 1891 die Alldeutsche Vereinigung. Sein Rassenhass und nationalistischer Fanatismus beeinflussten später den jungen Adolf Hitler stark. Viele Gründer des späteren Deutschen Schulvereins waren Mitglieder der Deutschnationalen Bewegung.
Infolge der Aufnahme zahlreicher Antisemiten zerfiel die Deutschnationale Bewegung ab 1885 in zwei Richtungen: Ritter von Schönerer und seine Anhängerschaft gerieten rasch mit dem Habsburger Staat in Gegensatz, während die Mehrheit der Deutschnationalen weiterhin treu zum Staatswesen Österreich-Ungarn stand.
Die deutschnationale Bewegung spaltete sich in den späteren 1880er Jahren in eine Vielzahl von Parteien und Einzelorganisationen. Ihre Ideen beeinflussten auch die völkische Bewegung bzw. lebten in dieser fort.

## Ziele
Die Deutschnationale Bewegung war für den politischen Anschluss der geschlossenen deutschsprachigen Siedlungsgebiete Österreich-Ungarns an das Deutsche Reich. Dementsprechend waren ihre Bundesfarben Schwarz-Weiß-Rot, während die Farbreihenfolge Schwarz-Rot-Gold weiterhin als Nationalfarben der Deutschösterreicher angesehen und gleichberechtigt mit den Reichsfarben verwendet wurde:
„… in den Farben Schwarz-Weiß-Rot sehen wir, die Anhänger der Deutschnationalen, die Zugehörigkeit der Deutschösterreicher zum Deutschen Reich, und in den Farben Schwarz-Rot-Gold den Willen, diesem deutschen Volk anzugehören!“

## Nachfolger
Aus der Deutschnationalen Bewegung hervorgegangen sind die Deutsche Nationalpartei (1891), die Deutsche Volkspartei (1896), die Alldeutsche Vereinigung (1901), die Deutschradikale Partei (1903) und die Deutsche Agrarpartei (1905).
1909 bildeten die Abgeordneten der Deutschen Volkspartei, der Deutschfortschrittlichen, der deutschnationalen Agrarier und der Deutschradikalen Partei den Deutschen Nationalverband. Bereits 1911 war er stärkste Kraft im Reichsrat (Österreich). 1911 schlossen sich auch die Abgeordneten der Deutschen Arbeiterpartei dem Nationalverband an.
Die Deutsche Arbeiterpartei benannte sich im Mai 1918 in Deutsche Nationalsozialistische Arbeiterpartei (DNSAP) um, die sich aufgrund des Zerfalls der Habsburgermonarchie in die österreichische DNSAP und die tschechoslowakische DNSAP aufspaltete. In den 1920er Jahren entstanden aus dem Nationalverband die Großdeutsche Volkspartei (Österreich) und die Deutsche Nationalpartei Böhmens.